# Das zweite Attentat
Das zweite Attentat ist eine deutsch-luxemburgische Fernsehserie. Sie wurde 2025 von der ARD Mediathek und Deal Productions in Koproduktion mit Avrio Films produziert. Die Erstausstrahlung erfolgte am 2. April 2025 in der ARD Mediathek. Einen Monat zuvor war bereits eine Folge beim LuxFilmFest zu sehen.

## Handlung
2003 soll der BND-Scharfschütze Frank Jaromin in Bagdad eine Kronzeugin retten, die beweisen kann, dass Saddam Hussein keine Massenvernichtungswaffen besitzt. Doch die Mission wird von einer Geheimallianz aus deutschen und US-amerikanischen Politikern sabotiert. Jaromin gerät selbst ins Visier seiner Auftraggeber und taucht unter.
Zwanzig Jahre später stößt sein Sohn Alexander im Zeugenschutzprogramm auf Hinweise, die die offizielle Version der Ereignisse infrage stellen. Gemeinsam mit der Aktivistin Simin Najeri und der Ermittlerin Hanne Lay deckt er nach und nach eine weitreichende Verschwörung auf. Während alte Wunden aufreißen und neue Bedrohungen entstehen, geraten Vater und Sohn in einen tödlichen Machtkampf um die Wahrheit und die brisante Bagdad-DVD.

## Besetzung
| Darsteller           | Rolle                                     |
| -------------------- | ----------------------------------------- |
| Noah Saavedra        | Alexander Jaromin alias Patrick Schneider |
| Daniel Lommatzsch    | Frank Jaromin                             |
| Désirée Nosbusch     | Hanne Lay                                 |
| Deleila Piasko       | Simin Najeri                              |
| Jakob Diehl          | Josef Bardeaux                            |
| Jules Werner         | Steffen Graf                              |
| Luc Schiltz          | Ivo Rebic                                 |
| André Jung           | Andreas von Goerden                       |
| Alessija Lause       | Freddy                                    |
| Torben Liebrecht     | Toni Baumann                              |
| Neven Pilipović      | Bengt Koeppen                             |
| Shiva Gholamianzadeh | Taraneh Rahmann                           |
| Fabian Ziems         | Alex Jaromin (jung)                       |
| Thurd Funck          | Alina Jaromin (jung)                      |
| Agnes Mann           | Daniela Jaromin                           |

## Folgen
| Nr. | Originaltitel | Erstausstrahlung | Regie                        | Drehbuch                                        |
| --- | ------------- | ---------------- | ---------------------------- | ----------------------------------------------- |
| 1 | Folge 1       | 2. Apr. 2025     | Barbara Eder                 | Julia Neumann, Benjamin Karalic, Oliver Bottini |
| 2023: Der 34-jährige Fotograf Alexander Jaromin lebt seit zwei Jahrzehnten im Zeugenschutzprogramm des BKA in Athen. Geplagt von den traumatischen Erinnerungen an einen Anschlag auf seine Familie, stößt er nach dem Tod seiner Mutter auf Hinweise und eine mysteriöse DVD. Diese lassen ihn zweifeln, ob sein Vater Frank und seine Schwester im Jahr 2003 tatsächlich von serbischen Nationalisten ermordet wurden. Die Aufnahmen auf der DVD deuten auf eine geheime Operation von Agenten in Bagdad im selben Jahr hin. Getrieben von dem Verdacht, dass der ehemalige Bundeswehrkamerad seines Vaters, Ivo Rebic, hinter dem Anschlag steckt, begibt sich Alexander nach Berlin. Dort gerät er ins Visier von Steffen Graf, einem Mitarbeiter des BND, der ihn bereits seit Jahren im Blick hat. |               |                  |                              |                                                 |
| 2 | Folge 2       | 2. Apr. 2025     | Barbara Eder                 | Benjamin Karalic, Julia Neuman, Oliver Bottini  |
| 2003: Um den drohenden Irakkrieg abzuwenden, plant der BND den Einsatz eines Spezialteams unter der Leitung des Scharfschützen Frank Jaromin. Ziel ist es, eine Schlüsselzeugin aus Bagdad außer Landes zu bringen, die belegen kann, dass Saddam Hussein keine Massenvernichtungswaffen besitzt. Doch innerhalb einer geheim operierenden Gruppe deutscher und US-amerikanischer Entscheidungsträger setzen sich Steffen Graf und sein Kollege Josef Bardeaux dafür ein, die Mission zu sabotieren. 2023: Während Alexander Jaromin dem mutmaßlichen Mörder seines Vaters nachspürt, stößt er auf die Wahrheit: Frank Jaromin war offenbar nicht, wie angenommen, bei der Bundeswehr, sondern für den BND im Einsatz. Um an die brisante DVD aus Bagdad zu gelangen, setzen Graf und Bardeaux inzwischen zwei Auftragsmörder auf Alexander an. |               |                  |                              |                                                 |
| 3 | Folge 3       | 2. Apr. 2025     | Barbara Eder, Philipp Osthus | Benjamin Karalic, Julia Neumann, Oliver Bottini |
| 2003: Während BKA-Ermittlerin Hanne Lay vergeblich versucht, den BND-Informanten Curveball als Betrüger zu entlarven, wird Frank Jaromin in Bagdad in ein gefährliches Komplott verwickelt. 2023: Alexander Jaromin entkommt nur knapp einer gefährlichen Situation, ausgerechnet mit Hilfe von Ivo Rebic, den er für den Verantwortlichen am Tod seines Vaters und seiner Schwester hält. Hanne Lay übernimmt den Fall, nachdem sie am Tatort Hinweise entdeckt, die in Verbindung zu den Vorfällen in Bagdad stehen, denen sie bereits vor zwanzig Jahren nachgegangen war. Da die brisante DVD aus der Cloud gelöscht wurde, lässt sich Alexander mit Hilfe der iranischen Aktivistin Simin Najeri, bei der er untergetaucht ist, das Original aus Athen per Kurier schicken. In der Zwischenzeit macht Ivo Rebic eine unerwartete Begegnung. |               |                  |                              |                                                 |
| 4 | Folge 4       | 2. Apr. 2025     | Barbara Eder, Philipp Osthus | Benjamin Karalic, Julia Neumann, Oliver Bottini |
| 2023: Mit Hilfe von Josef Bardeaux gelingt der iranischen Regimekritikerin Taraneh Rahman die Flucht aus Teheran. Bei einem geheimen Treffen mit den Verschwörern, das von Simin Najeri übersetzt wird, kommt es zum Bruch zwischen Bardeaux und Steffen Graf. Denn Bardeaux hält eine Wiederholung der Irak-Strategie von 2003 für nicht mehr vertretbar. Zur gleichen Zeit gelingt es Hanne Lay, das Versteck von Alexander Jaromin aufzuspüren. Sie verhindert, dass die gerade eingetroffene Bagdad-DVD in die Hände der Auftragsmörder fällt. Unterstützt wird sie von Frank Jaromin, der seinem Sohn mit gezielten Schüssen den Fluchtweg freimacht. 2003: Als Frank Jaromin sich weigert, die Verantwortung für den Einsatz in Bagdad auf sich zu nehmen und heimlich eigene Nachforschungen anstellt, trifft Steffen Graf eine folgenschwere Entscheidung: Er will Jaromin beseitigen. Gleichzeitig wird Hanne Lay von ihrem Vorgesetzten von Goerden daran gehindert, dem Verdacht nachzugehen, dass die Bagdad-DVD möglicherweise manipuliert wurde. Kurz darauf beginnt der Irakkrieg. |               |                  |                              |                                                 |
| 5 | Folge 5       | 2. Apr. 2025     | Barbara Eder, Philipp Osthus | Ulf Tschauder, Oliver Bottini                   |
| 2023: In einem abgelegenen Versteck nahe Berlin bemüht sich Frank Jaromin vergeblich, seinem Sohn zu erklären, warum er seine Familie jahrelang über seine wahre Rolle beim BND täuschen und warum er nach seinem inszenierten Tod untertauchte, um sie zu schützen. Auch wenn die Bagdad-DVD seine damalige Manipulation durch andere bestätigt, lehnt er eine Zusammenarbeit mit Hanne Lay entschieden ab. Unter zunehmendem Druck gibt von Goerden gegenüber Lay schließlich zu, dass sie beide 2003 schwere Fehler gemacht haben und nennt die Namen der damaligen Verschwörer. Zur gleichen Zeit spürt Steffen Graf das Versteck der Männer auf. Als Alexander in der Nacht aufgebracht seinen Vater verlässt und sich heimlich mit Simin Najeri und Hanne Lay in Verbindung setzt, bringt er unwissentlich Graf und dessen Killer auf seine Spur. |               |                  |                              |                                                 |
| 6 | Folge 6       | 2. Apr. 2025     | Barbara Eder                 | Christoph Darnstädt, Oliver Bottini             |
| Alexander Jaromin erhält einen beunruhigenden Anruf. Simin Najeri, die als Übersetzerin für Josef Bardeaux in Luxemburg tätig ist, wurde von Steffen Graf entführt. Graf bietet einen Austausch an, Simins Freiheit gegen die Bagdad-DVD. Frank und Alexander reisen nach Luxemburg, doch vor Ort erkennen sie, dass sie in eine Falle geraten sind. Bei der Übergabe wird Alexander von Graf festgenommen. Um seinen Sohn zu retten, stellt Graf eine grausame Bedingung. Frank Jaromin soll als Scharfschütze den mittlerweile abtrünnigen Josef Bardeaux vor dem Kongresszentrum ausschalten. |               |                  |                              |                                                 |

## Produktion
Die Idee zur Serie Das zweite Attentat geht auf eine Grundkonzeption zurück, die Oliver Bottini bereits 2016 dem Produzenten Mario Krebs von Eikon Media vorstellte. Nach positiver Rückmeldung entwickelte er die Idee weiter. Rund zwei Jahre später entstand das erste Treatment. Da zu diesem Zeitpunkt noch unklar war, ob die Serie tatsächlich realisiert werden würde, begann der Autor parallel mit der Arbeit an dem Roman Einmal noch sterben zur Thematik. Nachdem der WDR die Serienproduktion bestätigte, rückte zunächst die Serienentwicklung in den Vordergrund, wodurch sich die Veröffentlichung des Romans verzögerte. Ursprünglich war geplant, dass die Serie von einem einzelnen Autor umgesetzt wird. Erst etwa fünf Monate vor Drehbeginn wurde ein Writers' Room eingerichtet. Julia Neumann und Benjamin Karalic stießen als zusätzliche Autoren hinzu und überarbeiteten die ersten vier Folgen. Aus Sorge, die letzten beiden Episoden nicht rechtzeitig fertigzustellen, wurden diese später von Ulf Tschauder und Christoph Darnstädt überarbeitet. Die Dreharbeiten zur Serie Das zweite Attentat fanden vom 16. Oktober 2023 bis zum 4. April 2024 statt. Gedreht wurde unter anderem in Luxemburg und Griechenland. In Deutschland diente das Team an verschiedenen Drehorten in Köln, Bonn, Bergheim, Neuss und Leverkusen.